# 波爾科夫尼切 (庫皮揚斯克區)
49°52′24″N 37°14′17″E / 49.87333°N 37.23806°E
波尔科夫尼切（烏克蘭語：Полковниче），2006年前名為切爾沃諾阿爾米斯凱（烏克蘭語：Червоноармійське），是位於烏克蘭東部的村莊，由哈爾科夫州庫皮揚斯克區的大布尔卢克市镇負責管轄。該村距離克拉斯內和洛佐韋2公里，始建於1699年，面積0.35平方公里，海拔高度157米，2001年人口33。